# Sint-Rochuskerk (Montpellier)

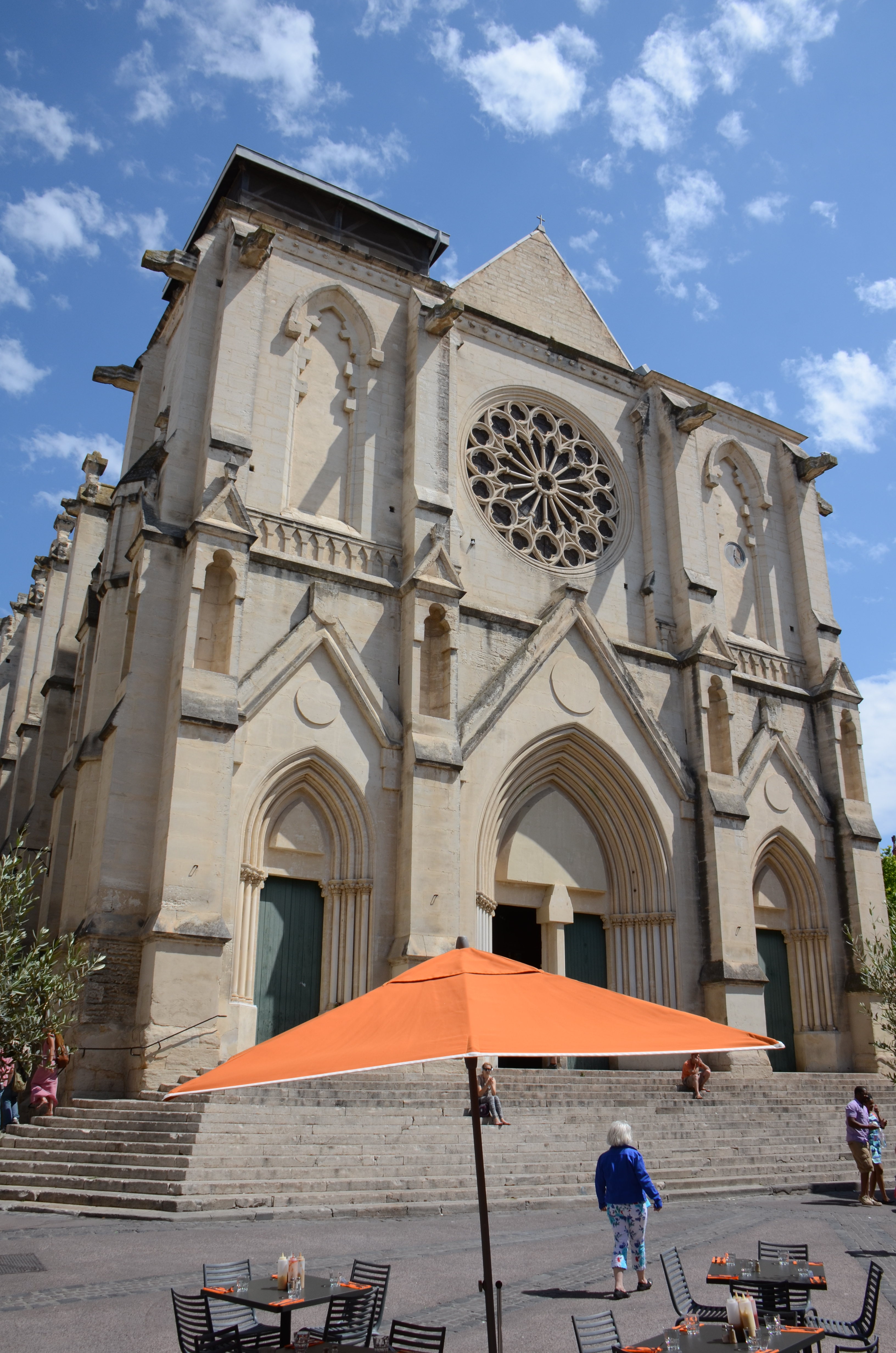
Sint-Rochuskerk in Montpellier

De Sint-Rochuskerk (19e eeuw) in Montpellier, in het Franse departement Hérault, bevindt zich aan het Sint-Rochusplein in het stadscentrum. De kerk is toegewijd aan de heilige Rochus van Montpellier.

## Historiek
Burgemeester Jules Pagézy van Montpellier gaf het startsein voor de bouw van deze kerk. Op deze plek stond sinds 1622 de ruïne van de Sint-Pauluskerk. Deze kerk was vernield tijdens de laatste belegering van de stad. Het stadsbestuur wenste aan stadsrenovatie te doen in deze wijk rond het Sint-Rochusplein, en dit in het oude stadscentrum. De plannen werden uitgetekend door de stadsarchitect Jean Cassan. De stijl is neo-gotisch.
Er werd gebouwd van 1861 tot 1867. De bouw is nooit afgeraakt. Enkel het schip en de ingangspoort zijn klaar. De torens en het koor zijn onafgewerkt gebleven. Wat nooit werd uitgevoerd van de bouwplannen zijn het transept en de zijkapellen. De kerk bevat glasramen uit zowel de 19e als de 20e eeuw.
De kerkschatten bevatten een beeld van de heilige Rochus, alsook relieken van deze heilige, onder meer een stuk van het kaakbeen en het onderbeen.
De Sint-Rochuskerk staat op de pelgrimsroute naar Compostela, op het pad Arles-Montpellier. Het is een van de parochiekerken van Montpellier.

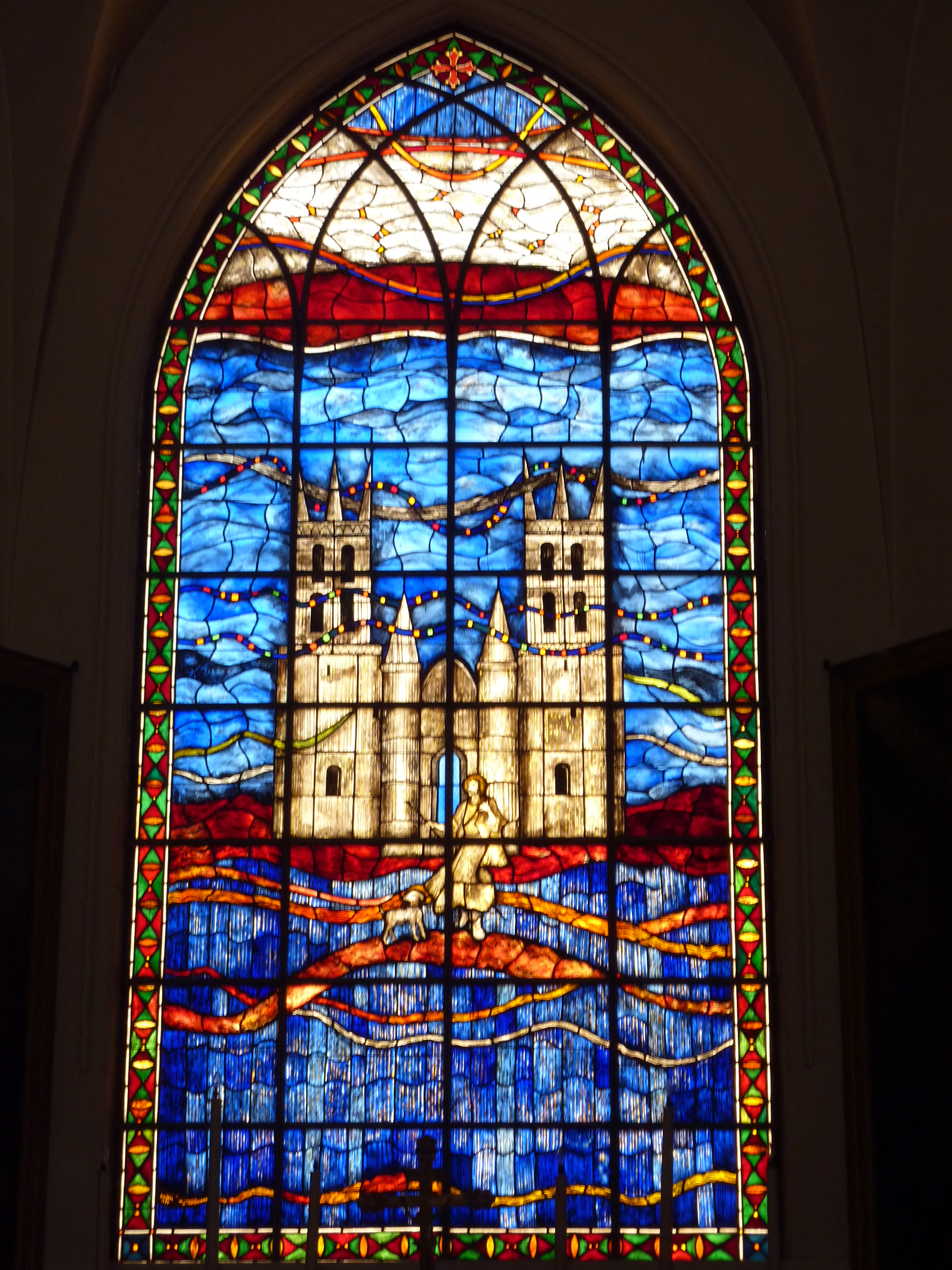
Glasraam met de kathedraal van Montpellier en de heilige Rochus vooraan met hond